# Tortuga esquena diamant
La tortuga esquena diamant (Malaclemys terrapin) és una espècie de tortuga nativa dels pantans salobres de l'est i sud dels Estats Units. L'espècie es denomina esquena de diamant pel patró en la part superior de la seva closca.

## Descripció
La seva coloració pot de marró a grisa, i el seu cos pot ser gris, marró, groc o blanc. L'espècie presenta dimorfisme sexual. Els mascles creixen fins a uns 12 cm, mentre que les femelles creixen a una mitjana de prop de 19 cm. Les tortugues que habiten zones més càlides tendeixen a ser de major grandària.

## Distribució
S'estén des de Nova Anglaterra a Texas al llarg de la costa de l'oceà Atlàntic i del Golf de Mèxic. Els seus depredadors inclouen mofetes, rates mesqueres, ossos rentadors i corbs. Aquestes petites tortugues nien a terra i necessiten tenir accés a sorra o terra seca per dipositar els seus ous.

## Alimentació
La tortuga esquena diamant s'alimenta a força de mol·luscs, crancs violinistes, i de tant en tant petits peixos.

## Subespècies
Tortuga esquena diamant jove.
- Tortuga esquena diamant de Carolina (Malaclemys terrapin centrata)
- Tortuga esquena diamant de Texas (Malaclemys terrapin littoralis)
- Tortuga esquena diamant de l'Atlàntic (Malaclemys terrapin maximus)
- Tortuga esquena diamant ornametada (Malaclemys terrapin macrospilota)
- Tortuga esquena diamant de Mississipi (Malaclemys terrapin pileata)
- Tortuga esquena diamant del manglar (Malaclemys terrapin rhizophorarum)
- Tortuga esquena diamant de la costa oest de Florida (Malaclemys terrapin tequesta)
- Tortuga esquena diamant del Nord (Malaclemys terrapin terrapin)